# 后迁义遗址
后迁义遗址，位于中国河北省唐山市响堂镇后廷义村，为唐山市滦县的一个省级文物保护单位，类型为古遗址，公布时间为2001年2月7日。
后迁义遗址的历史年代为商。